# بیلی کوئن
بیلی کوئن (به انگلیسی: Billy Coen) نام یک شخصیت ساختگی در مجموعه بازی‌های رزیدنت ایول اثر شرکت کپ‌کام است. بیلی یکی از دوشخصیت اصلی بازی رزیدنت ایول صفر، در کنار ربکا چمبرز می‌باشد. او ستوان دوم نیروی دریایی ایالات متحده بوده‌است.

## بیلی کوئن در داستان رزیدنت ایول
کوئن به همرا تیم خود در نیروی دریایی، به دهکده‌ای در آفریقا فرستاده شد تا با تروریسم مبارزه کند. آن‌ها موقعیت تروریست‌ها در دهکده را گم می‌کنند و به جستجوی دهکده می‌پردازند. پس از جستجو، آن‌ها دهکده را پیدا می‌کنند، دهکده‌ای که در آن انسان‌های غیرنظامی و بی‌گناهی زندگی می‌کردند. یکی از هم‌تیمی‌هایش از این مردم احساس خطر کرده و به اشتباه، غیرنظامیان را می‌کشد. در بازگشت، در نهایت بیلی متهم به کشتن آن غیرنظامیان می‌شود اما او هرگز این کار را انجام نداده بود. او بازداشت شد و پس از آنکه در خودروی نظامی در حال فرستاده شدن به شهر راکون بود، در جاده‌ای از کوهستان آرکلی، خودرو مورد حملهٔ مخلوقاتی عجیب قرار گرفت اما بیلی موفق شد از این رخداد بگریزد و از دست مأموران فرار کند. اما او اینک در کوهستان آرکلی قرار داشت؛ مکانی که جیمز مارکوس، برای انتقام از آمبرلا، ویروس تی را در آنجا منتشر کرده بود. بیلی سرانجام با ربکا چمبرز آشنا شد. ربکا به همراه تیم براووی گروه استارز به کوهستان آرکلی فرستاده شده بود تا پیرامون رخدادهای عجیب اتفاق افتاده تحقیق کند، اما او خود در متن این رخدادها قرار می‌گیرد، و به دنبال راه فرار می‌گردد. بیلی و ربکا با پیشبرد داستان متوجه می‌شوند که این مخلوقات عجیب انسانهایی هستند که به ویروس تی مبتلا شده‌اند. ویروس توسط دکتر جیمز مارکوس منتشر شده بود. آن‌ها سرانجام جیمز مارکوس را که اینک خود به یک هیولا تبدیل شده بود می‌کشند و از آنجا می‌گریزند.

## نکات جالب
- پس از به پایان رساندن بازی رزیدنت ایول صفر، کلید ویژه‌ای آزاد می‌شود که با آن، می‌توان لباس بازیکن را تغییر داد؛ ربکا دارای دو لباس جدید و برای بیلی یک لباس (کت و شلوار مجلسی) موجود است.
- بیلی در نواختن پیانو بسیار چیره‌دست است.
- بیلی کوئن، کارلوس اولیویرا و لیان اسکات کندی، سه شخصیت اصلی و قابل کنترلی هستند که با آلبرت وسکر ملاقات نکرده‌اند.
- در بازی، بر دست راست بیلی کوئن یک خالکوبی بزرگ وجود دارد که عبارت آن Mother Love است.